# Atletismo nos Jogos Pan-Americanos de 1999 - 200 m feminino
As provas dos 200 m feminino nos Jogos Pan-Americanos de 1999 foram realizadas em 27 e 28 de julho de 1999. 

## Medalhistas
| Ouro                        | Prata                       | Bronze                       |
| Debbie Ferguson BAH Bahamas | Lucimar de Moura BRA Brasil | Felipa Palacios COL Colômbia |

## Resultados

### Eliminatórias
Vento:
Eliminatória 1: +1.3 m/s, Eliminatória 2: +0.7 m/s

Classificação: As três primeiras de cada bateria (Q) e as duas próximas mais rápidas (q) classificaram à final.
| Posição | Eliminatória | Nome                   | Nacionalidade         | Tempo | Notas |
| ------- | ------------ | ---------------------- | --------------------- | ----- | ----- |
| 1       | 2            | Debbie Ferguson        | BAH Bahamas           | 22.94 | Q     |
| 2       | 1            | Felipa Palacios        | COL Colômbia          | 23.11 | Q     |
| 3       | 2            | Cydonie Mothersille    | CAY Ilhas Cayman      | 23.14 | Q     |
| 4       | 1            | Lucimar de Moura       | BRA Brasil            | 23.20 | Q     |
| 5       | 1            | Pauline Davis-Thompson | BAH Bahamas           | 23.22 | Q     |
| 6       | 1            | Beverly Grant          | JAM Jamaica           | 23.50 | q     |
| 7       | 2            | Heather Samuel         | ANT Antígua e Barbuda | 23.81 | Q     |
| 8       | 2            | Tara Perry             | CAN Canadá            | 23.82 | q     |
| 9       | 1            | Tanya Oxley            | BAR Barbados          | 23.90 |       |
| 10      | 1            | Chandra Burns          | USA Estados Unidos    | 23.96 |       |
| 11      | 2            | Patricia Rodríguez     | COL Colômbia          | 24.33 |       |
| 12      | 2            | Marcela Sarabia        | MEX México            | 24.39 |       |

### Final
Vento: -1.3 m/s
| Posição          | Nome                   | Nacionalidade         | Tempo | Notas |
| ---------------- | ---------------------- | --------------------- | ----- | ----- |
| Medalha de ouro  | Debbie Ferguson        | BAH Bahamas           | 22.83 |       |
| Medalha de prata | Lucimar de Moura       | BRA Brasil            | 23.03 |       |
| 3                | Felipa Palacios        | COL Colômbia          | 23.05 |       |
| 4                | Pauline Davis-Thompson | BAH Bahamas           | 23.07 |       |
| 5                | Cydonie Mothersille    | CAY Ilhas Cayman      | 23.40 |       |
| 6                | Beverly Grant          | JAM Jamaica           | 23.75 |       |
| 7                | Heather Samuel         | ANT Antígua e Barbuda | 23.88 |       |
| 8                | Tara Perry             | CAN Canadá            | 23.99 |       |